# Amerotyphlops yonenagae
Amerotyphlops yonenagae är en ormart som beskrevs av Rodrigues 1991. Amerotyphlops yonenagae ingår i släktet Amerotyphlops och familjen maskormar. Inga underarter finns listade i Catalogue of Life.
Denna orm förekommer i östra Brasilien i delstaten Bahia vid floden São Francisco. Individerna lever i sanddyner. De är utan svans i genomsnitt 101 mm långa. Honor lägger ägg.
Byggaktiviteter vid floden skulle påverka beståndet negativ. Hela populationen antas vara stor. IUCN listar arten som livskraftig (LC).